# Källna
Källna är en kommungränsöverskridande småort, huvudsakligen belägen i Östra Ljungby socken i Klippans kommun i Skåne län men även innefattande en del av Ängelholms kommun.